# Karby (Denemarken)
Karby is een plaats in de Deense regio Noord-Jutland, gemeente Morsø. De plaats telt 309 inwoners (2008).